# FN Modèle 1910
La FN Modèle 1910 è una pistola semiautomatica a massa battente progettata da John Browning e prodotta dalla belga Fabrique Nationale de Herstal (FN).
È stata la versione precedente della Walther PP/PPK, con le dovute modifiche estetiche.
È stata usata da Gavrilo Princip nell'attentato di Sarajevo. Da essa venne poi sviluppata la Browning HP.

## Sviluppo
La FN Modèle 1910 fu un'arma che si distaccava dai precedenti progetti di Browning. Prima i suoi modelli erano prodotti sia dalla FN in Europa che dalla Colt's Manufacturing Company statunitense. Siccome la Colt non volle produrre quest' arma, Browning decise di brevettarla e produrla solo in Europa. Introdotta nel 1910, questa pistola usava una molla di recupero innovativa che circondava la canna (fissa al fusto), posizionamento che divenne standard per alcune armi successive, quali la tedesca Walther PPK e la russa Makarov PM. Incorporava il tipico meccanismo Browning, la sicura sull'impugnatura, una sicura del caricatore ed una leva di sicura esterna (conosciuto come la "tripla sicura") sul fusto, in un corpo abbastanza compatto. Camerata in .380 ACP (da 6 colpi) e .32 ACP (da 7 colpi), rimase in produzione sino al 1983.
È stata una FN 1910 in .32 ACP, con il numero seriale 19074 (gli altri pezzi comprati per i membri della Mlada Bosna avevano numeri 19075, 19120 e 19126), l'arma usata da Gavrilo Princip per assassinare Francesco Ferdinando d'Asburgo-Este a Sarajevo, il 28 giugno 1914, dando così il via ad una spirale di eventi che portò alla prima guerra mondiale.

## Varianti
| Una variante della Mle 1910 era conosciuta variabilmente come Mle 1922 o Mle 1910/22. Questo modello era più grande, con canna più lunga (113 mm), carrello allungato e l'impugnatura del castello più lunga per contenere due colpi in più. Questa arma era intesa per militari e polizia e molti pezzi furono prodotti per varie agenzie. La FN Mle 1922 fu inizialmente prodotta per il Regno di Jugoslavia (poi Jugoslavia nel 1929). Le Mle 1922 continuarono ad essere usate nella seconda guerra mondiale e ad essere prodotte dai tedeschi dopo l'occupazione del Belgio e la presa della fabbrica della FN. Gli esemplari prodotti in questo periodo mostrano marchi di produzione nazisti. La Mle 1922 fu anche usata da: Jugoslavia, Paesi Bassi, Grecia, Turchia, Romania, Francia, Finlandia, Danimarca e Germania Ovest nel periodo postbellico. |
| Nel 1955 la Browning Arms Company introdusse questa pistola nel mercato statunitense, con il nome di M1955. Prodotto in Belgio, questo modello era praticamente identico al modello europeo, tranne che per i marchi di produzione. L'importazione terminò nel 1968, a causa dell'introduzione di leggi sulle armi molto più restrittive negli Stati Uniti. Un'altra versione, la M1971, presentava canna e carrello più lunghi, mire aggiustabili, impugnatura ingrandita con poggiadito; queste modifiche furono apportate in accordo con il Gun Control Act del 1968, lo stesso che aveva bloccato le importazioni dell'M1955. |

## Nell'arte
- In ambito anime, l'arma è usata da Fujiko Mine nella serie di Lupin III.[6]
- La pistola è disponibile nel videogioco GTA V dopo avere scaricato l'aggiornamento "Non sono un hipster".